# J·C·夏尔马
贾格迪什·钱德拉·夏尔马（英語：Jagdish Chandra Sharma，1944年7月3日—2014年1月31日），简称J·C·夏尔马（英語：J.C. Sharma），印度外交官、僑民事務學者，曾任印度駐芝加哥總領事、印度駐越南大使、印度駐溫哥華總領事等職務。

## 生平
贾格迪什·钱德拉·夏尔马出生于1944年7月3日。
1972年，夏尔马加入印度外事服务，后分别在印度驻日本大使馆和日本驻印度尼西亚大使馆担任领事与政治一等秘书和商贸一等秘书。1984年至1988年，任印度驻温哥华总领事。1989年3月至1992年8月，任印度駐越南大使。1992年至1993年任印度外交部海湾国家司联秘。此外他還曾擔任過印度駐柬埔寨臨時代辦。後任印度駐芝加哥總領事。
在擔任駐溫哥華總領事期間，夏爾馬對研究僑民對印度對外關係和經濟發展的影響產生了濃厚的興趣。他於2001年出任印度侨民事务高级委员会秘书，在制定相关政策方面发挥了重要作用。他还是首届和第二届“海外印度人日”（Pravasi Bharatiya Divas）庆祝活动的组委会秘书，为后来海外印度人事务部的成立奠定了基礎。除此之外，夏爾馬還曾是一名军人、作家，并且是国际事务和印度教主题的演讲家。他也是一名电视节目的常驻专家，针对外交与安全事务以及侨民问题发表深刻见解。
夏爾馬還曾爲其他国家的侨民政策提供专业建议。2008年，他受埃塞俄比亚政府邀请，作为联合国开发计划署的顾问，为其制定侨民政策提供咨询。随后，他于2009年被国际移民组织派往埃塞俄比亚，完成有关侨民政策的报告。他還是印度外交部下属的外交事务研究所的访问教授，分享他在侨民政策和国际事务领域的丰富经验。
2014年1月31日，夏爾馬逝世。

## 个人生活
妻子卡维塔·夏尔马（Kavita Sharma）博士同为研究侨民的学者。